# فدراسیون فوتبال برزیل
فدراسیون فوتبال برزیل (به پرتغالی:Federação brasileira de futebol) سازمان حاکم بر فوتبال برزیل است. این سازمان در سال ۱۹۱۴ در ریو دو ژانیرو،در کشور برزیل پایه گذاری شد.